# Insetti utili

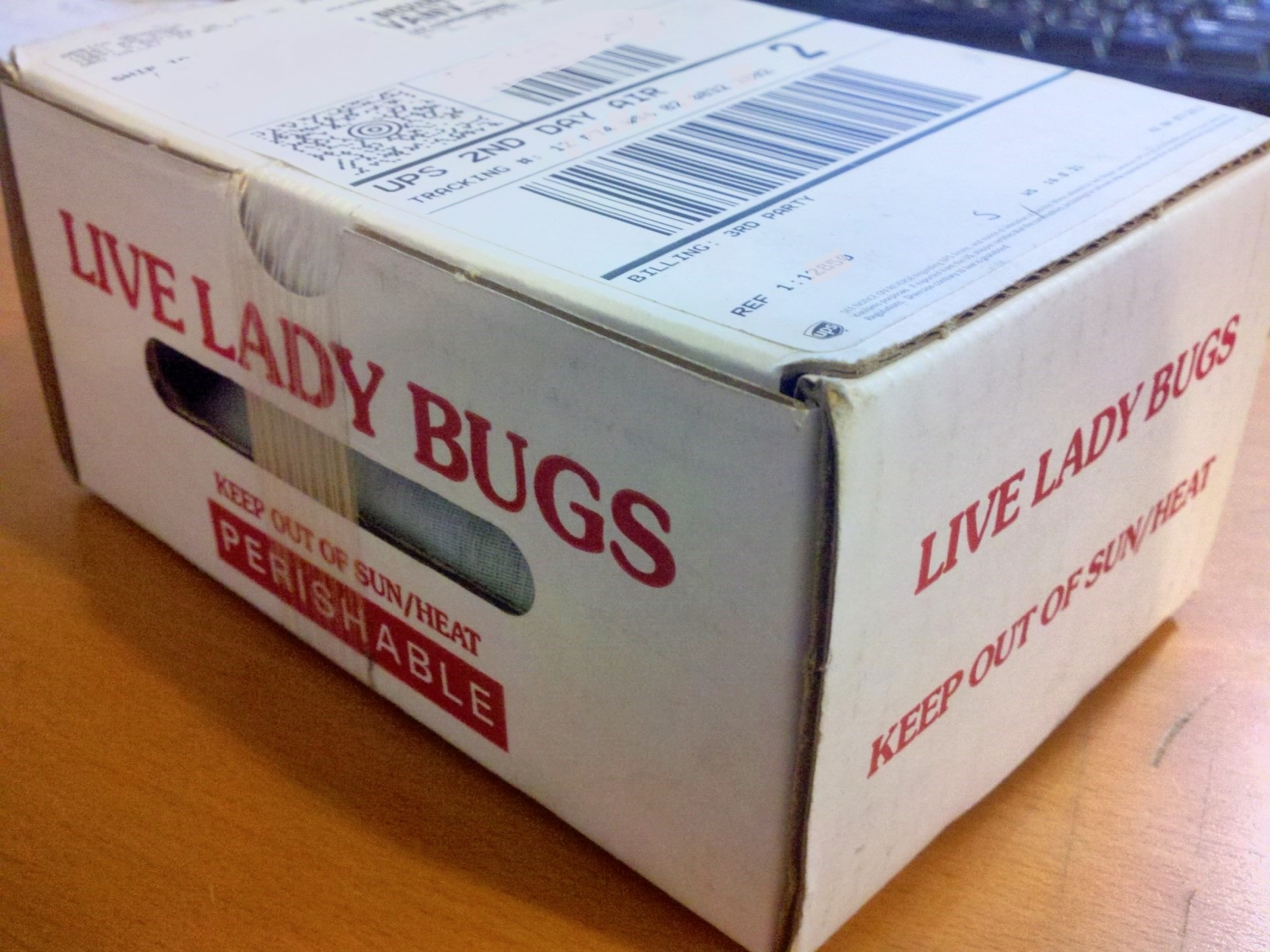
Le coccinelle sono un insetto utile comunemente venduto per il controllo biologico degli afidi

Per insetti utili si intendono genericamente tutti gli insetti che svolgono un ruolo utile più o meno direttamente alle attività dell'uomo.
Fra gli esempi di insetto utile, troviamo:
- Gli insetti ausiliari, in quanto si comportano come antagonisti di insetti o altri artropodi dannosi nei confronti dell'uomo e delle sue attività.
- Gli insetti pronubi, in quanto favoriscono l'impollinazione incrociata delle Angiosperme e, in particolare, quelle di interesse agrario e, nel caso dell'ape forniscono una produzione diretta.